# Gustav Pomberger
Gustav Pomberger (* 27. Mai 1949 in Gosau, Österreich) ist ein österreichischer Informatiker. Er war Professor für Praktische Informatik an der Johannes Kepler Universität (JKU) Linz und leitete das Institut für Wirtschaftsinformatik – Software Engineering.

## Leben
Nach seiner Ausbildung zum Elektrotechnik-Ingenieur war Gustav Pomberger von 1968 bis 1976 als Konstrukteur für Elektromaschinen tätig, studierte neben seiner beruflichen Tätigkeit Informatik und graduierte 1975 an der Technisch-Naturwissenschaftlichen Fakultät der Johannes Kepler Universität zum Diplomingenieur.
Nach achtjähriger Industrietätigkeit zog es ihn an die Universität zurück. Er wurde wissenschaftlicher Assistent bei Professor Peter Rechenberg, bei dem er promovierte.
1982 verbrachte er ein für den weiteren beruflichen Weg prägendes Forschungssemester bei Professor Niklaus Wirth, dem Designer der Programmiersprachen Pascal, Modula-2 und Oberon, an der ETH Zürich.
1984 wurde er zum Assistenzprofessor für Informatik an die Universität Zürich (1984 bis 1987) und 1987 zum Ordinarius für Software Engineering an die Johannes Kepler Universität Linz (1987 bis 2017) berufen. Weitere Berufungen: 1987 an die ETH Zürich (Lehrstuhl für Algorithmen neuer Rechnerarchitekturen), 1990 an die Universität Regensburg (Lehrstuhl für Wirtschaftsinformatik), 1991 an die Technische Universität Wien (Lehrstuhl für Softwaretechnik). Zusammen mit Professor Lutz Heinrich baute er das Institut und die Studienrichtung Wirtschaftsinformatik an der Johannes Kepler Universität auf. Von 1992 bis 1999 leitete er das Christian Doppler Forschungslaboratorium für Methoden und Werkzeuge des Software Engineering und seit 1988 das Institut für Wirtschaftsinformatik – Software Engineering an der JKU. 1999 wurde Pomberger zum Senior Fellow der Christian Doppler Forschungsgesellschaft ernannt. Mit Ende des Studienjahrs 2016/17 emeritierte er.
Bis 2017 war er Professor an der Linzer Johannes Kepler Universität sowie Lehrender an der FH Hagenberg im Bereich Algorithmen und Datenstrukturen.
In der Funktionsperiode 2018 bis 2023 war er Vorsitzender des Universitätsrates der Universität für künstlerische und industrielle Gestaltung Linz.

## Arbeits- und Forschungsschwerpunkte
Pomberger befasste sich bereits während seiner Industrietätigkeit mit der Automatisierung von Berechnungs- und Konstruktionsprozessen im Elektromaschinenbau. In seiner Dissertation entwarf er eine formale Sprache zur Beschreibung von Konstruktionsprozessen und ein Verfahren zur Generierung von Software. In seiner Habilitationsschrift erörterte er grundlegende Konzepte zur systematischen Konstruktion komplexer Softwaresysteme.
Forschungsmethodisch verfolgt er einen ingenieurwissenschaftlichen Ansatz, das heißt eine Entwicklung vom Exemplarischen, Konstruktionszentrierten und Beschreibenden hin zum Grundsätzlichen, Abstrakten, Erklärenden, d. h. von der Praxis zur Theorie.
Im Fachbereich Software Engineering beschäftigt er sich vor allem mit der Entwicklung von Konzepten, Methoden, Verfahren und Werkzeugen
- zur Gestaltung, Analyse und Bewertung von Software-Architekturen,
- zur Gestaltung, Analyse und Bewertung von Benutzungsschnittstellen (User Interfaces),
- zur Planung, Steuerung und Kontrolle von Software-Entwicklungsprozessen,
- zur Produktivitäts- und Qualitätssteigerung bei der Herstellung von Softwareprodukten und
- zur Entwicklung von Software Engineering Strategien.

Im Fachbereich Wirtschaftsinformatik liegen die Schwerpunkte in der Entwicklung von Konzepten, Methoden, Verfahren und Werkzeugen
- zur Produktivitäts- und Qualitätssteigerung in der Entwicklung und im Einsatz von Informationstechnologie,
- um Information als Produktionsfaktor zu nutzen,
- zur Bewertung der Wirksamkeit (Effektivität) und Wirtschaftlichkeit (Effizienz) der Entwicklung und des Einsatzes von Informationstechnologie,
- zur Entwicklung neuer Informations- und Kommunikationstechnologien und
- zur Erschließung neuer, informationstechnologiebasierter Anwendungsgebiete.

## Veröffentlichungen

### Bücher
- G. Blaschek, A. Diener, P. Mössenböck, F. Ritzinger, W. Winiger, G. Pomberger: Lilith und Modula-2, Werkzeuge der Softwaretechnik (Carl Hanser, 1985)
- G. Blaschek, F. Ritzinger, G. Pomberger: Einführung in die Programmierung mit Modula-2 (Springer 1987 2. Auflage,  1986 1. Auflage)
- G. Blaschek, G. Pomberger: Introduction to Programming with Modula-2 (Springer 1990)
- W. Bischofberger, G. Pomberger: Prototyping-Oriented Software Development - Concepts and Tools (Springer 1992)
- G. Blaschek, G. Pomberger: Object-Orientation and Prototyping in Software Engineering  (Prentice Hall, London  1996)
- G. Blaschek, G. Pomberger: Software Engineering - Prototyping und Objektorientierte Software-Entwicklung (Carl Hanser, München 1996 2. bearbeitete Auflage, 1993 1. Auflage)
- L. Böszörményi, J. Gutknecht, G. Pomberger: The School of Niklaus Wirth  - „The Art of Simplicity“ (dpunkt and Morgan Kaufmann Publishers, Heidelberg San Francisco 2000)
- W. Pree, G. Pomberger: Software Engineering, Architektur-Design und Prozessorientierung (Carl Hanser, München 2004)
- H. Dobler, G. Pomberger: Algorithmen und Datenstrukturen (Pearson Studium, München 2008)

### Bücher (Herausgeber)
- L. J. Heinrich, R. Schauer, G. Pomberger (Hrsg.): Die Informationswirtschaft im Unternehmen, Universitätsverlag Rudolf Trauner, Linz, 1991
- G. Blaschek, A. Ferscha, H. Mössenböck, G. Pomberger (Hrsg.): Peter Rechenberg: Festschrift zum 70. Geburtstag, Universitätsverlag Rudolf Trauner Linz, 2003
- P. Rechenberg, G. Pomberger (Hrsg.): Informatik-Handbuch, Carl Hanser, München, 1997

## Preise
- Landeskulturpreis des Landes Oberösterreich in der Kategorie Wissenschaft (2006)
- Preis der Österreichischen Computergesellschaft für besondere wissenschaftliche Arbeiten (1985)